# Наблюдатель (фильм, 1988)
«Наблюдатель» — советский фильм 1987 года режиссёра Арво Ихо по сценарию Марины Шептуновой.

## Сюжет
Фильм снят в Кандалакшском заповеднике, на кордоне Лобаниха острова Великий.
В фильме только два действующих лица — Александра, егерь (Светлана Тормахова) и Пеэтер, орнитолог (Эрик Руус).
Молодой учёный-орнитолог Пээтер приезжает наблюдать птиц на остров в заповеднике на Крайнем Севере. Здесь нет никого, кроме егеря — Александры, женщины средних лет, которая давно смирилась с судьбой. Александра, в отличие от идеалиста Пээтера, смотрит на заказник как на свою вотчину, а на природу — как на средство выживания. Поставленная охранять природу, она же сама рыбу ловит сетями, ставит самострелы на лосей, затем торгует своей добычей. Молодой ученый быстро обнаруживает «маленькие хитрости» лесничихи и реагирует очень резко. Острый конфликт, возникший между ними, приводит поначалу к отчаянной вражде, а затем — к внезапному сближению:

Сквозь ее ответную грубость, даже агрессивность, слышна боль, усталость, надрыв. У нее большая семья в городе, старший сын служит в Афганистане… Словом, Пээтер жалеет Александру. У них даже роман возникает. Из существа без возраста и пола лесничиха превращается в красавицу. Но однажды прозрачным ранним утром (оператор Т. Логинова сняла северную природу не как фон, а как персонаж) герой отправится наблюдать птиц. Не замеченный им в густой листве самострел убивает его наповал…— кинокритик Елена Стишова, журнал «Советский экран», № 1, 1989

## Критика
В журнале «Советский экран» (№ 1, 1989) критик Елена Стишова так прокомментировала смысл фильма:

Притчевый сюжет всегда имеет философский подтекст. Стоит ли его расшифровывать в данном случае? Ведь ясно: оружие, направленное против беззащитной природы, всегда поражает человека и человечность.

## Фестивали и призы
- Кинофестиваля в Карловых Варах (1988) — почётный диплом жюри за дебют и приз ФИПРЕССИ.
- Всесоюзный фестиваль актёров советского кино «Созвездие» (1989) — приз актрисе С.Тормаховой за выдающийся вклад в профессию.
- Rouen Nordic Film Festival (1990) — главный приз.
- Torino Film Festival (1988) — приз жюри.